# 樊世兴
樊世兴（596年—658年5月28日），字积庆，安州安陆（今湖北省安陆市）。后避唐太宗讳，称樊兴，唐初开国功臣之一，玄武门之变参与者。

## 生平
樊世兴之父樊方在隋朝时因犯罪，被配没为皇家奴仆。大业十三年（617年），父子随唐国公李渊在太原起兵，樊方被任为庆善宫大监，樊世兴则以战功，加左光禄大夫，除左监门郎将、左监门将军。以破薛举功勋，授上柱国、西华县开国公。破刘武周，进封襄城郡开国公。
武德九年（626年）六月初四，参与玄武门之变，以功被封为营国公，食实封四百户。贞观六年，领兵破陵州（今四川仁寿县）群獠，拜左骁卫将军。不久因坐公事被削除封爵。贞观九年（635年）， 随李靖入吐谷浑境内作战，为赤水道行军总管，坐迟留不赴军期，又部下士卒多死，失亡甲仗，以勋减死。
贞观十一年唐太宗重新提拔他为右监门将军。十五年，扈从唐太宗巡方，检校左骁卫大将军，领千骑。十八年，授云麾将军，守左监门大将军，封襄城郡开国公，食邑二千户。
贞观十九年，唐太宗征讨高句丽，樊世兴随行至河北定州，以樊世兴忠谨，命他回长安辅助司空房玄龄，留守京师宫城。太宗回朝后，捡校右武候大将军。贞观二十三年，除左监门大将军。永徽元年四月廿三日（650年5月28日），薨雍州长安县怀远里第，春秋六十有三。赠左武卫大将军、都督洪江饶吉袁鄂虔抚八州诸军事、使持节洪州剌史，陪葬唐献陵，谥曰思公。
长子护军濮王府兵曹参军事樊修义、世子上骑都尉荆王府法曹参军事樊修武。

## 樊兴碑
《樊兴碑》全称为“大唐故左监门大将军襄城郡开国公樊府君(兴)碑铭”，此碑石灰岩质，圆首圭额。通高3米，上宽0.97米，下宽1米，厚0.28米。碑首浮雕六螭下垂，圭额阴刻篆书“唐故大樊将军□之碑”9字，3行，行3字。碑文正书32行，满行61字。有磨泐。碑原树立于陕西三原县东北唐高祖李渊献陵陪葬区的樊兴墓前，现由三原县博物馆珍藏。

## 家族
- 高祖：樊弼，魏武陵太守
- 曾祖：樊睿，魏员外敬骑常侍、巴州刺史、新淦县开国侯
- 祖：樊文寔，随南陵太守
- 父：樊方，唐朝金紫光禄大夫、庆善宫监[4]